# Aserbaidschanische Sozialistische Sowjetrepublik
Die Aserbaidschanische Sozialistische Sowjetrepublik (Abkürzung AsSSR; aserbaidschanisch Азәрбайҹан Совет Сосиалист Республикасы/Azərbaycan Sovet Sosialist Respublikası; russisch Азербайджанская Советская Социалистическая Республика Aserbaidschanskaja Sowetskaja Sozialistitscheskaja Respublika) existierte von 1920 bis 1991 und war ab der Gründung der Sowjetunion 1922 eine ihrer Unionsrepubliken.

## Entwicklung

Verwaltungskarte Transkaukasiens

Vorgänger der Unionsrepublik war die am 28. April 1920 aufgelöste Demokratische Republik Aserbaidschan. Die Aserbaidschanische SSR war Teil der Transkaukasischen SFSR vom 12. März 1922 bis zu deren Auflösung am 5. Dezember 1936. Mit dem Ende der Sowjetunion 1991 erklärte sie als Aserbaidschan ihre Unabhängigkeit.
Die Aserbaidschanische SSR wurde mit insgesamt fünf Orden ausgezeichnet, darunter drei Leninorden.
Am 1. Dezember 1982 wurde der Asteroid (2698) Azerbajdzhan nach der Sowjetrepublik benannt.

## Verwaltungsgliederung und Städte
Auf dem Territorium der AsSSR lagen die Autonome SSR Nachitschewan und die Autonome Oblast Bergkarabach. Die Fläche und Einwohner verteilten sich Anfang der 1950er Jahre auf folgende Gebiete und Hauptstädte:
| Gebiet                | Fläche in km² | Bevölkerung in 1.000 | Hauptstadt    | Einwohner in 1.000 |
| --------------------- | ------------- | -------------------- | ------------- | ------------------ |
| AsSSR*                | 85            | 3.200                | Baku          | 809                |
| *darin: Nachitschewan | 5             | 125                  | Nachitschewan | 11                 |
| *darin: Bergkarabach  | 4             | 155                  | Stepanakert   | ?                  |

## Bevölkerung
Laut sowjetischer Volkszählung von 1979 setzte sich die Bevölkerung der Aserbaidschanischen SSR im Wesentlichen aus folgenden Ethnien zusammen:
| Volksgruppe     | Bevölkerungsanzahl | Nationalitätenanteile |
| --------------- | ------------------ | --------------------- |
| Aserbaidschaner | 4.708.800          | 78,1 %                |
| Armenier        | 475.500            | 7,9 %                 |
| Russen          | 475.300            | 7,9 %                 |
| Lesgier         | 158.100            | 2,6 %                 |
| Awaren          | 36.000             | 0,6 %                 |
| Juden           | 33.200             | 0,6 %                 |
| Tataren         | 31.200             | 0,5 %                 |
| Ukrainer        | 26.400             | 0,4 %                 |
| Georgier        | 11.400             | 0,2 %                 |
| Taten           | 8.800              | 0,1 %                 |
| Gesamte SSR     | 6.026.500          | 100,0 %               |

## Geschichte und politisches System

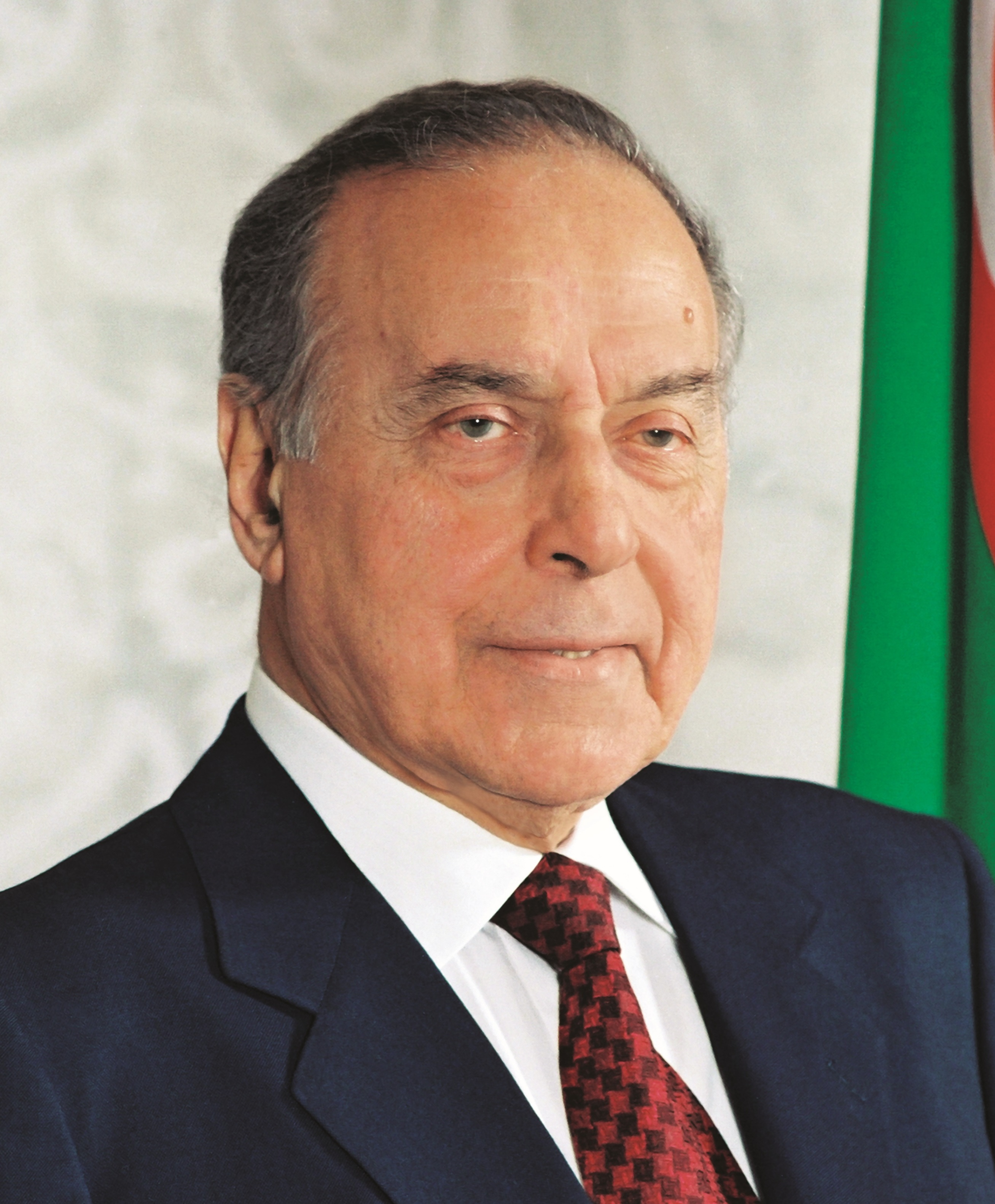
Heydər Əliyev war von 1969 bis 1982 als Erster Sekretär der KP Aserbaidschans und im Anschluss von 1982 bis 1987 als Mitglied des Politbüros der KPdSU und Erster Stellvertretender Ministerpräsident der Sowjetunion fast zwanzig Jahre lang einflussreichster Politiker der Aserbaidschanischen SSR.

Nach der Eroberung durch die Rote Armee kam es am 28. April 1920 zur Bildung einer Sowjetrepublik. Nachdem Aserbaidschan zwischen 1922 und 1936 Teil der Transkaukasischen Sozialistischen Föderativen Sowjetrepublik war, war es danach eine Unionsrepublik mit der Autonomen Sozialistischen Sowjetrepublik Nachitschewan und der Autonomen Oblast Bergkarabach. Es kam zur Unterdrückung und Verfolgung der Muslime sowie Zerstörung ihrer religiösen Einrichtungen. Ferner wurde der bäuerliche Widerstand gegen Zwangskollektivierung. Im Dezember 1945 kam es zur Bildung einer Demokratischen Republik Aserbaidschan im Nordiran/Südaserbaidschan durch die Sowjetunion, die sich allerdings unter Druck der Großmächte im April 1946 zurückziehen muss. Bereits 1962 und 1967 gab es erste Petitionen der armenischen Bevölkerung von Bergkarabach an die Armenische Sozialistische Sowjetrepublik. Nachdem Heydər Əliyev 1969 Erster Sekretär des ZK der KP Aserbaidschans wurde, kam es bis 1987 zu einer weiteren Russifizierung der Unionsrepublik. Nach einer Anschlussforderung von Bergkarabach an Armenien und der Ankunft aserbaidschanischer Flüchtlinge aus Armenien kam es am 27./28. Februar 1988 zum Pogrom in Sumgait, der zur weiteren Flucht von Armeniern aus Aserbaidschan führte. Am 16. Juli 1989 kam es zur Bildung der nationalistischen Volksfront Aserbaidschans für den Kampf für Unabhängigkeit und Verbleib Bergkarabachs bei Aserbaidschan und im Anschluss zum Beginn der Kämpfe um Bergkarabach. In der Folge verhängte Aserbaidschan eine von der Türkei unterstützte Wirtschaftsblockade gegen Armenien. Im Januar 1990 begann die Eskalation des Bergkarabachkonflikts mit Massenprotesten und Streiks unter Führung der Volksfront. Die am 19. Januar 1990 erfolgte Besetzung Bakus unter durch die Sowjetarmee zur Beendigung der Unruhen forderte über 100 Tote.
Die Regierung war in der Aserbaidschanischen SSR genauso strukturiert wie in den anderen Sowjetrepubliken. Das formell höchste Organ der Republik war der Oberste Sowjet der Aserbaidschanischen Sozialistischen Sowjetrepublik der den Ministerrat, den Obersten Gerichtshof und den Generalstaatsanwalt besetzte. Allerdings empfing der Oberste Sowjet de Facto die übermittelten Beschlüsse des von einem Parteikongress gewählten Zentralkomitees und Sekretariats der Kommunistischen Partei Aserbaidschans, der die Umsetzung dieser Beschlüsse letztlich auch kontrollierte. Mitglieder des Obersten Sowjet blieben für fünf Jahre im Amt.

### Erste Sekretäre der Kommunistischen Partei Aserbaidschans
| Beginn der Amtszeit | Ende der Amtszeit  | Amtsinhaber                        | Lebensdaten |
| ------------------- | ------------------ | ---------------------------------- | ----------- |
| 12. Februar 1920    | 23. Juli 1920      | Mirsa Dawud Gusejnow               | 1894–1938   |
| 23. Juli 1920       | 9. September 1920  | Viktor Iwanowitsch Naneischwili    | 1878–1940   |
| 9. September 1920   | 15. September 1920 | Jelena Dmitrijewna Stassowa        | 1873–1966   |
| 15. September 1920  | 24. November 1920  | Wladimir Elisbarowitsch Dumbadse   | 1878–1936   |
| 23. Oktober 1920    | Juli 1921          | Grigori Naumowitsch Kaminski       | 1895–1938   |
| Juli 1921           | 5. Januar 1925     | Sergei Mironowitsch Kirow          | 1886–1934   |
| 5. Januar 1925      | 21. Januar 1926    | Ruhulla Axundov                    | 1897–1938   |
| Januar 1926         | August 1929        | Lewon Issajewitsch Mirsojan        | 1897–1939   |
| August 1929         | Juni 1930          | Nikolai Fjodorowitsch Gikalo       | 1897–1938   |
| Juni 1930           | Februar 1933       | Wladimir Iwanowitsch Polonski      | 1893–1939   |
| Februar 1933        | Dezember 1933      | Ruben Gukasowitsch Rubenow         | 1894–1937   |
| Dezember 1933       | Juli 1953          | Mir Dschafar Abbassowitsch Bagirow | 1896–1956   |
| Juli 1953           | Februar 1954       | Mir Teymur Yaqubov                 | 1904–1970   |
| 7. Februar 1954     | 12. Juni 1959      | İmam Mustafayev                    | 1910–1997   |
| 12. Juni 1959       | 14. Juli 1969      | Vəli Axundov                       | 1916–1986   |
| 14. Juli 1969       | 3. Dezember 1982   | Heydər Əliyev                      | 1923–2003   |
| 3. Dezember 1982    | 21. Mai 1988       | Kamran Bağırov                     | 1933–2000   |
| 21. Mai 1988        | 20. Januar 1990    | Əbdürrəhman Wəzirov                | 1930–2022   |
| 24. Januar 1990     | 14. September 1991 | Ayaz Mütəllibov                    | 1938–1922   |

### Präsidenten der Aserbaidschanischen SSR
| Beginn der Amtszeit | Ende der Amtszeit | Amtsinhaber                                                                  | Lebensdaten |
| ------------------- | ----------------- | ---------------------------------------------------------------------------- | ----------- |
| 28. April 1922      | September 1929    | Vorsitzender des Zentralen Exekutivkomitees Səməd ağa Ağamalıoğlu            | 1867–1930   |
| September 1929      | 15. Dezember 1931 | Vorsitzender des Zentralen Exekutivkomitees Gasanfar Musabekow               | 1888–1938   |
| 15. Dezember 1931   | Juni 1937         | Vorsitzender des Zentralen Exekutivkomitees Sultanməcid Əfəndiyev            | 1887–1938   |
| Juni 1937           | 19. Juli 1937     | Vorsitzender des Zentralen Exekutivkomitees Mirbəşir Qasımov (kommissarisch) | 1879–1949   |
| 19. Juli 1937       | 21. Juli 1938     | Vorsitzender des Obersten Sowjets Mir Teymur Yaqubov                         | 1904–1970   |
| 21. Juli 1938       | 23. April 1949    | Mirbəşir Qasımov                                                             | 1879–1949   |
| Mai 1949            | 9. März 1954      | Nəzər Heydərov                                                               | 1896–1968   |
| 9. März 1954        | 23. Januar 1958   | Mirzə İbrahimov                                                              | 1911–1993   |
| 23. Januar 1958     | 7. November 1959  | İlyas Abdullayev                                                             | 1913–1985   |
| 7. November 1959    | 18. November 1961 | Səftər Cəfərov                                                               | 1900–1961   |
| Dezember 1961       | 25. Dezember 1969 | Məmməd İsgəndərov                                                            | 1915–1985   |
| 25. Dezember 1969   | 30. Dezember 1985 | Qurban Xəlilov                                                               | 1906–2000   |
| 30. Dezember 1985   | 22. Juni 1989     | Süleyman Tatlıyev                                                            | 1925–2014   |
| 22. Juni 1989       | 18. Mai 1990      | Elmira Qafarova                                                              | 1934–1993   |

### Ministerpräsidenten der Aserbaidschanischen SSR
| Beginn der Amtszeit | Ende der Amtszeit | Amtsinhaber                                      | Lebensdaten |
| ------------------- | ----------------- | ------------------------------------------------ | ----------- |
| April 1922          | Oktober 1928      | Gasanfar Musabekow                               | 1888–1938   |
| Oktober 1928        | Februar 1932      | Dadaş Bünyadzadə                                 | 1888–1938   |
| Februar 1932        | Dezember 1933     | Mir Dschafar Abbassowitsch Bagirow (1. Amtszeit) | 1896–1956   |
| Dezember 1933       | Juni 1937         | Hüseyn Rəhmanov                                  | 1902–1938   |
| Juni 1937           | April 1953        | Teymur Quliyev (1. Amtszeit)                     | 1888–1965   |
| April 1953          | 7. Juli 1953      | Mir Dschafar Abbassowitsch Bagirow (2. Amtszeit) | 1896–1956   |
| Juli 1953           | März 1954         | Teymur Quliyev (2. Amtszeit)                     | 1888–1965   |
| März 1954           | 8. Juli 1958      | Sadıq Rəhimov                                    | 1914–1975   |
| 8. Juli 1958        | 10. Juli 1959     | Vəli Axundov                                     | 1916–1986   |
| 10. Juli 1959       | 29. Dezember 1961 | Məmməd İsgəndərov                                | 1915–1985   |
| 29. Dezember 1961   | 10. April 1970    | Ənvər Əlixanov                                   | 1917–1992   |
| 10. April 1970      | 28. Januar 1981   | Əli İbrahimov                                    | 1913–1990   |
| 28. Januar 1981     | 27. Januar 1989   | Həsən Seyidov                                    | 1932–2004   |
| 27. Januar 1989     | 25. Januar 1990   | Ayaz Mütəllibov                                  | 1938–2022   |
| 25. Januar 1990     | 7. Februar 1991   | Həsən Həsənov                                    | * 1940      |